# Emmanuel Busto
Manuel Busto (Cransac, 1 de octubre de 1932 - Saint-Rémy-de-Provence, 9 de octubre de 2017) fue un ciclista francés, profesional entre 1955 y 1963. Durante su carrera consiguió la victoria final en el Tour de l'Aude y una etapa en la Volta a Cataluña de 1961.

## Palmarés
1957
- 1º en el Tour de Var

1958
- 1º en el Tour de l'Aude y vencedor de una etapa
- 1º en la Bourg-Genève-Bourg

1960
- Vencedor de una etapa en el Critérium del Dauphiné

1961
- Vencedor de una etapa a la Volta a Cataluña

## Resultados en Grandes Vueltas
Durante su carrera deportiva ha conseguido los siguientes puestos en las Grandes Vueltas:
| Carrera         | 1957 | 1958 | 1959 | 1960 | 1961 | 1962 |
| --------------- | ---- | ---- | ---- | ---- | ---- | ---- |
| Giro de Italia  | -    | -    | -    | -    | -    | -    |
| Tour de Francia | Ab.  | 31.º | 39.º | 75.º | 48.º | 67.º |
| Vuelta a España | -    | -    | 5º   | -    | -    | -    |
| Mundial en Ruta | -    | -    | -    | -    | -    | -    |